# Alsophila aceraria
Alsophila aceraria là một loài bướm đêm trong họ Geometridae.